# Убогов Сергій Геннадійович
Убогов Сергій Геннадійович (нар. 1 листопада 1977, м. Нікополь, Дніпропетровська область, Україна) — український діяч у сфері охорони здоров'я, доктор фармацевтичних наук, професор, начальник Управління медичних кадрів, освіти і науки Міністерства охорони здоров'я України. 

### Родинний стан
Одружений, двоє дітей (донька та син). Проживає у м. Києві, Україна.

## Життєпис

### Професійна діяльність
Закінчив Запорізький державний медичний університет з відзнакою (2000) та Українську військово-медичну академію з відзнакою і золотою медаллю (2002), за фахом — фармацевт. Стипендіат Верховної Ради України, переможець у конкурсі на кращу кваліфікаційну роботу випускників УВМА.
Проходив військову службу на посадах офіцера медичної служби у Збройних Силах України (2000—2009), паралельно здобув фах менеджера з логістики (2005) та захистив кандидатську дисертацію (2008). Отримав вищу кваліфікаційну категорію за спеціальністю «Організація і управління фармацією» (2013). Працював на кафедрі військової фармації Української військово-медичної академії (2010—2011) та кафедрі контролю якості і стандартизації лікарських засобів Національного університету охорони здоров’я України імені П.Л. Шупика (2012—2021), в тому числі завідувачем кафедри (2018—2021). Захистив докторську дисертацію (2019), отримав вчене звання доцента (2015) та професора (2020).
У рамках наукової діяльності був співвиконавцем трьох та керівником двох науково-дослідних робіт (2005—2021). Сфера наукових інтересів — створення та забезпечення якості лікарських засобів; фармацевтична логістика; правові і духовно-етичні аспекти фармації та охорони здоров’я. Автор та співавтор близько 200 друкованих праць.
У січні 2022 року призначений як переможець конкурсу на посаду генерального директора Директорату медичних кадрів, освіти і науки, а в січні 2023 року після реорганізації – начальником Управління медичних кадрів, освіти і науки Міністерства охорони здоров’я України, де працює дотепер. Основними напрямами роботи за цей час, що припав на період воєнного стану, стали: вдосконалення інтернатури та організації клінічної (практичної) підготовки здобувачів медичної освіти, розбудова системи атестації та безперервного професійного розвитку працівників сфери охорони здоров’я, впровадження лікарської резидентури та низки нових спеціальностей і професій, в тому числі фахівців з реабілітації.
Нагороджений подяками, грамотами, медалями Міністерства оборони України, Служби безпеки України, органів місцевої влади, закладів вищої освіти та громадських об’єднань.

### Громадська діяльність
Протягом 2012—2021 років працював у складі профспілкового комітету, комісії з виховної роботи, комісії з питань етики, експертних проблемних комісій та спеціалізованої вченої ради зі спеціальностей «Фармацевтична хімія та фармакогнозія» та «Технологія ліків, організація фармацевтичної справи та судова фармація» Національного університету охорони здоров’я України імені П.Л. Шупика. Був членом підкомісії Науково-методичної ради Міністерства освіти і науки України, є співрозробником стандарту вищої освіти ступеня магістра за спеціальністю «Фармація, промислова фармація». У 2014—2017 роках очолював ГО «Інститут здоров’я та якості життя «ДоброЛік». Входив до складу Громадської ради при Міністерстві охорони здоров’я України (2015—2017) та Атестаційної комісії з атестації провізорів та фармацевтів при Державній службі лікарських засобів та контролю за наркотиками (2019—2021). У той же період часу був рецензентом наукового журналу Польської медичної асоціації «Wiadomości Lekarskie» та заступником головного редактора науково-практичного журналу «Фармацевтичний журнал». З 2022 року є членом спеціалізованих вчених рад із захисту дисертацій з фармацевтичних наук при Запорізькому державному медико-фармацевтичному університеті та Національному фармацевтичному університеті.

### Духовна діяльність
Сповідує християнство протестантського напрямку, з 2002 року — активний служитель громади християн віри євангельської та член ВГО «Об’єднання християн-військовослужбовців України». Висвячений у сан пастора (2009) та старшого пастора (2015). Навчався в Українській євангельській теологічній семінарії (2009—2013), виконував обов’язки секретаря Української Міжцерковної Ради (2012—2015). Брав участь в роботі Експертної ради Міжфракційного депутатського об’єднання «За духовність, моральність та здоров’я України» Верховної Ради України (2015—2017), був головою Громадської ради при Міністерстві охорони здоров’я України з питань співпраці з Всеукраїнською Радою Церков і релігійних організацій (2018—2021). Закінчив з відзнакою магістратуру у Національному педагогічному університеті імені М.П. Драгоманова за спеціальністю «Богослов’я» (2019), викладав капеланські дисципліни в закладах духовної освіти. З 2020 року є співзасновником, президентом, а з 2022 року — почесним президентом ГО «Асоціація капеланів в охороні здоров’я України». Є членом робочої групи з розроблення професійних стандартів капелана та помічника капелана в охороні здоров’я.